# Enrique Mejía Tupayachi
Enrique Pablo Mejía Tupayachi fue un político peruano. Su padre, Pablo P. Mejía fundó en 1897, en sociedad con Antonio Lorena Rozas, la fábrica de tejidos Maranganí en la localidad de Chectuyoc en la provincia de Canchis. La familia Mejía, en los años 1910, era propietaria del terreno llamado “San Buenaventura” en Sicuani, las haciendas “Tacssacota” y “Quemamani” en Maranganí y la estancia “Zalcuyo” también
en Maranganí; todos ubicados dentro de la provincia de Canchis
Fue elegido diputado por el departamento del Cusco en 1956 con 7893 votos en las Elecciones de 1956 en los que salió elegido por segunda vez Manuel Prado Ugarteche.